# Юнска депортация
Юнската депортация (на руски: июньская депортация; на естонски: juuniküüditamine; на латвийски: jūnija deportācijas; на литовски: birželio trėmimai) е серия от масови депортации на хора от новите западни гранични територии на Съветския съюз от 22 май до 20 юни 1941 г., точно преди нападението на Нацистка Германия срещу СССР на 22 юни същата година.
Тези територии са присъединени към съществуващи или стават нови съюзни републики на СССР:
- от тогавашна Източна Полша при Полския поход на РККА през септември 1939 г., когато тогавашна Западна Полша (днешна Източна Полша) вече се завзема от Германия – към Литовската ССР (дн. Източна Литва), Белоруската ССР (дн. Западен Беларус), Украинската ССР (дн. Западна Украйна);
- от тогавашна Източна и Северна Румъния – върнати през юни 1940 г. анексирани (1918) от Румъния земи на Руската империя, в т.ч. Бесарабия (без Южна и Северозападна) към новата Молдавска ССР, Буджак (Южна Бесарабия) към новата Акерманска / Измаилска (дн. Одеска) област на Украинска ССР, Северна Буковина с Херца и Северозападна Бесарабия към новата Черновицка област на Украинска ССР;
- Прибалтийските страни Естония, Латвия, Литва – като нови съюзни републики въз основа на техни декларации за присъединяване, приети на 3 – 6 август 1940 г. от върховните съвети (парламентите) на новосъздадените (21 – 22 юли същата година) Естонска ССР, Латвийска ССР, Литовска ССР.

В рамките на седмица 95 000 души от западните съветски съюзни републики са депортирани в отдалечени части на СССР, главно в азиатската част на Руската СФСР и Казахската ССР
Депортацията се провежда в съответствие с Директива на Народния комисариат на вътрешните работи на СССР за изселване на социално-чуждия елемент от републиките в Прибалтика, Западна Украйна и Западна Беларус и Молдавия (Директива НКВД СССР о выселении социально-чуждого элемента из республик Прибалтики, Западной Украины и Западной Белоруссии и Молдавии), подписана от народния комисар на вътрешните работи на СССР Лаврентий Берия.
Арестите и депортацията са запланувани от началото на 1930-те и са извършени от съветските централни и местни власти. Според някои те започват скоро, след като в Естония, Латвия и Литва съгласно двустранни договори влизат съветски войски на 15 юни 1940 г. През октомври и ноември 1940 г. съветски органи създават списък с „антисъветски елементи“, включващ членове на некомунистически партии, недостатъчно верни комунисти, членове на националистични и религиозни организации, полицаи и служители в затворническата система, офицери от местните въоръжени сили, бивши офицери от Руската империя, доброволци в антисъветски въоръжени сили от 1918 – 1919 г., граждани и поданици от чужди държави, работници в чуждестранни фирми и посолства, кореспондиращи с чужди страни или чуждестранни консулства, филателисти; проститутки; изучаващи есперанто, бивши правителствени и други високопоставени държавни и съдебни служители, служители на Червения кръст, банкери, аристократи. Сред хората в списъците за депортация са много учители и професори, ученици и студенти, земеделци, промишлени работници и занаятчии.
Около 23% от населението на Естония влиза в тези категории, а жертвите на репресиите са повече, защото голям брой хора извън списъците също стават жертва на разчистване на сметки. 
От 14 до 18 юни 1941 г. са извършени първите масови арести и депортации. Хората от списъците биват събуждани рано сутринта и им бива изчитана заповед за арест и депортация без съдебен процес или решение и им бива даден един час да съберат вещите си. Цялото им имущество бива обявано за държавна собственост. 17 500 души от Литва и над 10 000 от Естония са натъпкани в каруци, като дори бременни жени и тежко болни възрастни са натоварени в каруците. Инструкциите от Москва изискват разделянето на мъжете от семействата им. Около 4000 мъже са транспортирани от Литва до концентрационни лагери в Красноярски край, докато 13 500 литовски и 7000 естонски жени, деца и възрастни хора са транспортирани най-вече до Казахстан, областта на Алтай, руската република Коми, региона на Томск и арктическата зона. 40% от депортираните литовци и 25% от депортираните естонци са деца на възраст под 16 години. Над 400 естонски евреи, около 10% от общия им брой, също са депортирани. Над половината от депортираните умират бързо, като най-ранните жертви са бременни жени и родените от тях в каруците деца. Депортацията е спряна от германско-съветската война и води до антисъветско въстание в Литва между 22 и 28 юни същата година. 
В края на 1941 г. в съветските затворнически лагери са проведени разпити и са обявени съдебни решения, по силата на които стотици от задържаните са убити чрез разстрел. От 3000-те естонски мъже, изпратени в затворнически лагери, през пролетта на 1942 г. само 200 са все още живи. Жените и децата страдат от студ, глад и тежък труд в Кировска и Новосибирска области. От депортираните през 1941 г. естонци, 4331 се завръщат някога в родината си. 
По силата на Хагската конвенция от 1899 г. (чл. 6 (c)), ползвана по време на Нюрнбергските процеси, депортацията е престъпление срещу човечеството. Русия, като наследник на Съветския съюз, не признава депортациите като престъпление срещу човечеството. По силата на естонски закон от 18 февруари 2002 г. депортациите са престъпление срещу човечеството и отговорна за депортациите на естонци през 1940-те години е Комунистическата партия на СССР. По силата на същия закон лична отговорност за това престъпление не носят всички членове на партията, а участниците в депортациите.
14 юни е ден на траур в Естония. От 2009 г., по силата на решение на Европейския парламент, 23 август е обявен за ден за Европейски ден в памет на жертвите на сталинизма и нацизма. 